# 寡頭制
寡頭制（かとうせい、希:  ὀλῐγ-αρχία）とは、国を支配する権力がごく少数の人物や政党に集中する仕組みのことを指す。
寡頭制では、国民の少数が支配層を形成することから、独裁制の一種とみなされる。対照的に、民主制や多党制では国民の多数が支配層となる。

## 語源と翻訳
英語の寡頭制（oligarchy）という言葉は、古代ギリシア語の「ὀλίγος（＝oligo、少数）」と「ἄρχω（＝arkhos、支配する）」が語源である。また、「ἄρχω」は「Олига́рх（＝オリガルヒ、現代ロシアの寡頭政治家）」の語源でもある。
日本語では「寡頭政治」「団体独裁」とも訳される。 

## 定義と特徴
多数の国民ではなく、1人の独裁者でもなく、限られた人数のエリートが実質的な政策を決定する。また、寡頭を構成する人たちは、財力や軍事力、名門の出身、政界・財界とのつながり、あるいは、冷徹な性格や冷静な判断力といった資質において優位に立つ人々である。
寡頭の権力はその「人数」と密接に関わり、人数が増えるほど権力は分散し、人数が減るほど個々の権限が強くなる。 支配層が2人なら「二頭政治」、3人なら「三頭政治」、4人なら「テトラルキア（四頭政治）」という。
- 国体を問わずに現れる現象

世界の国々は、君主制や共和制、議会制、大統領制などさまざまな国体に分類されるように見えるが、実のところその裏では、寡頭たちが政治の主導権を握っている国が極めて多い。
社会ダーウィニズムやポピュリズムなどの理論によれば、「どんな制度でも最終的には寡頭制に変わっていき、独裁制であろうと、民主制であろうと関係ない」と主張されている。独裁制の場合は、支配層は「1人の独裁者」から「数人の団体」へと移行し、民主制の場合は「多党制」から「二大党制」へと移っていくだけである。

### 使い分け
貴族制との違い
- 貴族制（Aristocracy）は、語源的に「最も優れた者たちによる支配」を意味するのに対し、寡頭制は公然と権力を誇示するのではなく、少数の者が影で実質的な支配を行う点に特徴がある。

金権政治との違い
- 寡頭制は、かつては「金権政治（plutocracy）」とほぼ同義で使われていたが、現在では異なる意味合いで使われることが多い。
- 古代ギリシャの政治学者アリストテレスによれば[8]、寡頭制の場合は、支配者は必ずしも富裕層出身である必要はないが、「国内の富裕層を統制できる有能者」ならば、誰でもよいとされる。一方、金権政治の場合は、支配層はきっと富裕層であるとされる。

君主制との違い
- 君主制とも異なり、寡頭制を採用する国々では、その国民は寡頭たちの家系を神聖視することはほとんど無く、むしろ国を統治する能力の高さゆえに支持している[9]。
- 君主制の下では、無能な国王や皇帝であっても、国民は甘んじて従うしかないことが多い[10]。また、王位継承者は優れていない場合でも、それを議論したり、指摘したりすることは非常に控えられる[11]。
- 一方、寡頭制は、自らの一族で国家を長期的に支配し続けるため、実力主義を重視する。もし子供の実務能力が不十分であれば、すぐに支配層から身を引かされる。その結果、寡頭の子供たちは一定程度、勝気ままに振る舞うことが許されるが、専門的な教育や訓練を受けさせられることが求められる。
- なお、寡頭制においては「家族内で、優秀な子供を育成する場合」もあれば、「政党や政府の内部で、優秀な後継者を育成する場合」もある。

## 背景と寡頭制の発生
寡頭制による国家制度は、王政ローマや共和政ローマにおける元老院が有名である。
互いに戦う部族の族長たちが次第に連合を組むことで、社会は自然と寡頭制的になってゆく。またあらゆる政体の政府はその成長の過程で寡頭制に変化してゆくことがある。もっともありうる寡頭制への変化のメカニズムは、外部からのチェックを受けない経済的な力が次第に集積してゆくことによるものだろう。ポリュビオスほか多くのギリシアの思想家は、貴族制が堕落することで寡頭制になると考えていた。寡頭制は、少数支配する家系のうちの一家が他の家族に対して優越的な力をもつ結果、より古典的な権威主義的政体へと変化してゆくこともある。ヨーロッパの中世後期に成立した君主の多くはこのように成立した。
「黄金の自由」と呼ばれる貴族共和制が成立したポーランド・リトアニア共和国は、貴族のみが国王選挙などの政治に関与できる寡頭制でもあったが、貴族の数は総人口の1割にも達した。フィレンツェ共和国のような中世の都市国家では市民による共和制が成り立っていたが、その中から有力な家族による寡頭政治が発生し、やがてメディチ家に代表される僭主の支配（シニョリーア）が確立するに至った。
寡頭制は時には、君主や独裁者に対して社会の他の階層が、門戸を開いて権力を分け与えるように主張して、過渡期的に成立することにより、変化の手段になることもある。この例の一つは、1215年にイングランドの貴族ら名家が結集して、権力譲渡に気の進まない国王ジョンにマグナ・カルタ（大憲章）への署名を強い、ジョン王の政治力の衰退と初期の寡頭制の存在を暗黙のうちに了解させたことである。イングランド社会の成長に伴い、マグナ・カルタは1216年、1217年、1225年と何度も改正され、より多くの人々により大きな権利を認めさせ、イングランドの立憲君主制への変化を用意した。

## 近現代の寡頭制
20世紀には、アジア、ラテン・アメリカをはじめとした世界中の多くの国では、政治家の一家や親族による縁故主義や、権力は世襲されないが特定の政党だけが主権を持ち、政治家が国民によって選出されない寡頭共和制（例：ソビエト連邦や中華人民共和国などの社会主義国、国民党一党独裁下の台湾やシンガポールなどの「開発独裁」型国家）が見られる。また、全国民に投票権がありながらも、特定の者への投票を事実上強制されるなど不正選挙が横行している国や、選挙制度が極端に歪んだ国などは、事実上の寡頭共和制といえる。
20世紀の南アフリカ共和国では、人種による寡頭制の徹底が見られる。南アフリカの寡頭制は人種に基づいていた。第2次ボーア戦争のあと、イギリス人とアフリカーンス語を話すボーア人という2種類の白人は暗黙の同意に達した。彼らは合わせて総人口の20%を占める程度だったが、少数派ながら教育や交易の機会のほとんどを占有し、多数派の黒人にはこれらを認めないようになった。こうした人種隔離は18世紀半ばからあったが、1948年には公式な政府の政策となって「アパルトヘイト」として知られるようになり、1994年まで続いた。

### 民主制と寡頭制
縁故主義や寡頭制的法・選挙制度、不正選挙等のあるなしに関係なく、官僚や軍部、大資本家、インテリ、マスコミも含めた限られたエリート達による支配も寡頭制といえる。名目上は民主的共和制であっても、要因により実質的には寡頭制の性格を帯びることもある。
ヴィルフレド・パレート、ガエターノ・モスカ、ロベルト・ミヒェルスといった学者は、すべての政治体制は寡頭制に変化するとしている（ミヒェルスは『政党社会学』 (1911年) の中でいかなる民主的組織であれ大規模化するにつれて必然的に少数支配へと変質するとドイツやイタリアの社会民主党の分析から明らかにし「寡頭制の鉄則」を提唱した）。これらの考えによれば、近代的民主制は選挙で選ばれた寡頭制と見るべきである。この制度のもとで登場する政治的ライバル同士の差は実際的にはほとんど小さく、受け入れやすく立派であるとされる政治的意見を構成する基本的なアイデアは、党上層部などの寡頭的支配者によって厳しい制約が課せられる。さらに、政治家の経歴は、選挙で選ばれない経済界やマスメディアのエリートが決定することになるのである。
エマニュエル・トッドは、ロシアの体制を権威主義的民主主義、西洋は自由民主主義ではなくリベラル寡頭制になったとしている。